# Andrés Fontecilla
Andrés Fontecilla (20 de septiembre de 1967) es un político de Quebec (Canadá) nacido en Chile. Miembro de Québec solidaire, fue nombrado presidente y portavoz extraparlamentario el 5 de mayo de 2013.

## Biografía
Fontecilla nació en Chile pero emigró a Quebec en 1981, huyendo de la dictadura militar que gobernaba el país, con Augusto Pinochet a la cabeza. 
Se graduó en Antropología por la Universidad de Montreal, habiendo sido elegido presidente de la asociación estudiantil de su departamento.

## Carrera política
Fontecilla era miembro de la Unión de Fuerzas Populares (UFP) desde su fundación. En 2004 trató de ser el candidato de la UFP a la Asamblea Nacional de Quebec, pero quedó en un distante tercer puesto. En 2006, a raíz de la unión entre la UFP y otras fuerzas de la izquierda, nace Québec solidaire. Fontecilla concurrió como cabeza de lista de QS a las elecciones quebequesas de 2012, quedando en tercer lugar. En 2013 fue elegido co-portavoz de QS, cargo que ostenta junto a Françoise David.